# Кудер, Рай
Райлэнд «Рай» Питер Кудер (англ. Ryland Peter Cooder, 15 марта 1947 года, Лос-Анджелес, США) — американский гитарист, певец, композитор и продюсер. Известен своим мастерским использованием слайдa при игре на гитаре. Кроме акустической и электрической гитары, Кудер владеет игрой на мандолине и сазе.

## Биография
Рай Кудер родился 15 марта 1947 года в Лос-Анджелесе. В возрасте 8 лет Рай получил в подарок от отца старый «Мартин». Он также нашёл преподавателя для сына, но Рай предпочел заниматься самостоятельно. В 13 лет он увлекся кантри-фолком. Это побудило его найти гитариста, владевшего пальцевой манерой Аппалачей. Это привело его в калифорнийский клуб фолк-музыки «Ash Grove». Изначально он договаривался с артистами, выступающими в клубе. Кудер платил им по 5 долларов и наблюдал за их игрой. Спустя какое-то время он смог воспроизводить увиденное. Как вспоминает сам Кудер: «Лет в 16 я уже был хорош, и меня как-то вытолкали на сцену. Я тогда не просто испугался — я был в шоке. Играл, потел, но люди смеялись и хлопали».
В 1963 году Рай создал дуэт вместе с Джеки Дэшенноном. Спустя год Рай Кудер встретил Тадж Махала, с которым сформировал дуэт Rising Sons. Однако, вопреки большим амбициями музыкантов и уже начатого альбома Columbia, группа распалась.
После Rising Sons последовало сотрудничество с Капитаном Бифхартом. Кудер аранжировал две песни на его первом альбоме. Одним из самых значимых совместных работ было сотрудничество с The Rolling Stones. Кудер участвовал в создании альбома Let It Bleed. Ходили слухи, что он станет заменой Мика Тейлора или даже Брайана Джонса. Сам Кит Ричардс позже подметил, что взял рифф для песни «Honky Tonk Women» именно у Рая Кудера.
Но вечный «поиск» Кудера не давал ему сидеть на месте. Он вернулся в США. Затем последовали совместные работы с гитаристами Джозефом Спенсом и Гэбби Пахинуи и аккордеонистом в стиле текс-мекс Флако Химинезом. На диске Chicken Skin Music смешались все идеи Кудера, которые он позже вполне удачно воплотил в Bop Till You Drop. Это был первый рок-альбом, записанный в цифровом виде и распроданый в количестве миллиона копий.
В 1977 году начинается гастрольный период. Кудер собирает госпел-трио Бобби Кинга и текс-мекс квартет Флако Химинеза. Именно в таком составе Chicken Skin Revue отправилось в турне по США и Европе. Турне принесло не только славу, но и большие расходы. Гастроли разоряли его. Рай Кудер медленно терял интерес к музыке. Таким образом он медленно перебирался к музыке для фильмов.
Наиболее долгим в сфере записи музыки для кино было сотрудничество с немецким режиссёром Вимом Вендерсом. В 1984 году Рай написал музыку для его фильма «Париж, Техас». Следующим совместным с Вендерсом проектом стал документальный фильм «Клуб Буэна Виста». Фильм повествует о поездке Кудера вместе со своим сыном Хоакимом на Кубу, с целью поиска когда-то известных музыкантов. Также Кудер в 1986 году записал саундтрек для фильма «Перекрёсток».
В 1998 году Buena Vista Social Club при участии самого Кудера, дали концерт в Карнеги-холле.
В 2018 Рай Кудер выпустил альбом The Prodigal Son.
В настоящее время Рай Кудер проживает в Лос-Анджелесе.

## Награды
- 1988 — Грэмми за лучшую запись для детей («Pecos Bill»)
- 1993 — Грэмми за лучший альбом Meeting by the River
- 1995 — Грэмми за лучший альбом Talking Timbuktu
- 1998 — Грэмми за лучший альбом Buena Vista Social Club
- 2000 — Королевский университет вручает Кудеру почётный докторский титул[1]
- 2003 — журнал Rolling Stone вносит Кудера в список величайших гитаристов всех времен[2]

## Дискография
| Номерные альбомы - Ry Cooder (1970) - Into the Purple Valley (1972) - Boomer’s Story (1972) - Paradise and Lunch (1974) - Chicken Skin Music (1976) - Show Time (1977) - Jazz (1978) - Bop Till You Drop (1979) - Borderline (1980) - The Slide Area (1982) - Get Rhythm (1987) - Chávez Ravine (2005) - My Name Is Buddy (2007) - I, Flathead (2008) - Pull Up Some Dust and Sit Down (2011) - Election Special (2012) - The Prodigal Son (2018) | Саундтреки - The Long Riders (1980) - The Border (1980) - Southern Comfort (1981) - Streets of Fire (1984) - Paris, Texas (1985) - Alamo Bay (1985) - Crossroads (1986) - Blue City (1986) - Johnny Handsome (1989) - Trespass (1992) - Geronimo: An American Legend (1993) - Last Man Standing (1996) - The End of Violence (1997) - Primary Colors (1998) - My Blueberry Nights (2007) |